# 坎贾瓦拉
坎贾瓦拉（Kanjhawala），是印度德里國家首都轄區西北德里的一个城镇。总人口8700（2001年）。

## 人口
该地2001年总人口8700人，其中男性4729人，女性3971人；0—6岁人口1394人，其中男794人，女600人；识字率66.36%，其中男性为73.53%，女性为57.82%。